# Anote Tong
Anote Tong (en chinois : 湯安諾, Tāng Ānnuò), né le 11 juin 1952 sur l'île Fanning, est un homme d'État kiribatien, d'origine chinoise par son père installé aux îles Gilbert et Ellice après la Seconde Guerre mondiale.
Anote a été président de la république des Kiribati pendant trois mandats consécutifs, du 10 juillet 2003 au 11 mars 2016. Il a été réélu une première fois le 17 octobre 2007 pour un 2e mandat avec 64 % des voix. Il a été réélu pour un troisième et dernier mandat le 13 janvier 2012, obtenant 42,18 % des voix,.
Il a été conjointement ministre des Affaires étrangères et de l'Immigration.
À l'étranger, il est surtout connu pour ses efforts en vue d'accroître « la conscience du monde au sujet de la menace posée par le changement climatique ». Un film documentaire canadien, Anote's Ark de Matthieu Rytz, le met en scène en 2018.

## Éducation
Il obtient une licence ès sciences à l'Université de Canterbury en Nouvelle-Zélande, puis un master en Économie à la London School of Economics,.

## Carrière politique
Anote Tong est membre du parti Boutokaan te koaua (« les Piliers de la vérité »).
Il fait son entrée à la Maneaba ni Maungatabu, le parlement national, en 1994. Il est alors nommé ministre du Développement des Ressources naturelles par le Président Teburoro Tito. Il occupe ce poste jusqu'en 1996.
Il est élu une première fois président de la République, au suffrage universel, lors de l'élection présidentielle du 4 juillet 2003, avec 47,4 % des voix, pour un mandat de quatre ans. Son principal adversaire est son frère aîné le docteur Harry Tong.
Le 17 octobre 2007, il est facilement réélu pour un second mandat face à trois autres candidats (Nabuti Mwemwenikarawa, Patrick Tatireta et Timon Aneri) avec 15 664 voix sur 24 568 suffrages exprimés (64,30 %).
En octobre 2011, en préparation de l'élection présidentielle de novembre 2011, il est réélu député dans la circonscription de Maiana avec 748 voix, et ce, dès le premier tour.

## Disparition du pays
Tong s'est fait connaître sur la scène internationale à travers ses appels répétés au sujet de l'avenir de son pays à la suite du réchauffement climatique et de la montée supposée du niveau de la mer. Tong s'attend à ce que le pays devienne inhabitable d'ici les années 2050, obligeant la population d'environ 100 000 Kiribatiens à émigrer. Le président a ainsi pris la parole, lors de divers sommets internationaux, pour expliquer à la communauté internationale les effets du changement climatique sur son pays, et pour solliciter l'aide des pays riches. L'ONU est pour les Kiribati un forum privilégié en ce domaine. Le 2 octobre 2007, la délégation kiribatienne affirme devant l'Assemblée générale des Nations unies :
« Notre survie en tant que nation et en tant que peuple, avec une culture et un mode de vie qui nous sont propres, est gravement menacée par le réchauffement climatique et la montée du niveau de la mer. ».
« Nous avons déjà, peut-être, atteint le point de non-retour », affirme Tong en juin 2008, craignant de voir les Kiribati cesser tout simplement d'exister,,. Il ajoute : « Je pense que nous devons partir. »
Ainsi, le président Tong a cherché des possibilités pour reloger à terme la population entière du pays. Son objectif annoncé est que les Kiribatiens « reçoivent une formation professionnelle et puissent obtenir des emplois qualifiés dans d’autres pays », afin de devenir des membres productifs de leur société d'accueil, plutôt que de simples « réfugiés environnementaux ». « La mise en œuvre de ce plan a déjà commencé, de petits groupes d’infirmiers recevant une formation en Australie, et d’autres travailleurs partant en Nouvelle-Zélande. »
Plus précisément, le gouvernement Tong a signé des accords avec la Nouvelle-Zélande (Recognised Seasonal Employer scheme) et avec l'Australie (Seasonal Worker Pilot Scheme), permettant à des Kiribatiens d'obtenir un emploi saisonnier dans la cueillette de fruits ou dans l'industrie horticole. À ce jour, toutefois, peu de Kiribatiens ont pu profiter de ces accords. Anote Tong a également signé un accord avec l'Australie (Kiribati-Australia Nurses Initiative) permettant à environ quatre-vingt infirmiers kiribatiens de recevoir une formation en Australie, afin qu'ils obtiennent à la fois une expérience du travail en Australie, et un diplôme reconnu dans ce pays. Certains retourneront aux Kiribati pour travailler dans le secteur de la santé ; d'autres demeureront en Australie, et reverseront très certainement une partie de leur salaire à leur famille restée aux Kiribati, et à leur communauté d'origine.
À ce jour, néanmoins, aucun pays n'a accepté d'accueillir de manière permanente un nombre important de migrants kiribatiens. Le Président zambien Levy Mwanawasa avait indiqué au Président Tong qu'il y avait « beaucoup de place » pour de tels migrants dans son pays. Son décès subit en août 2008, toutefois, a semble-t-il mis un terme à cette option.
En 2008, le gouvernement kiribatien établit un parc naturel marin d'une surface de 390 000 km² dans les îles Phoenix, interdit à toute exploitation des ressources. Cette zone, appelée Aire protégée des îles Phoenix, fut inscrite au Patrimoine mondial par l'UNESCO. Elle inclut une diversité d'espèces marines, souvent surexploitées dans d'autres parties du monde. Tong l'a décrite comme « une contribution significative à la communauté mondiale, dans l'espoir que d'autres agissent également »,.
Se disant « extrêmement déçu » par l'aboutissement de la conférence de Copenhague de 2009 sur les changements climatiques, Tong invite « les grands pays » à une réunion aux Kiribati en novembre 2010, afin que leurs représentants « rencontrent les victimes, les États les plus vulnérables : le nôtre, les îles Marshall et les Maldives ». Cette invitation donne lieu à la conférence sur le changement climatique de Tarawa, qui aboutit à la Déclaration d'Ambo, signée par douze États, dont l'Australie, le Brésil, la république populaire de Chine, le Japon et la Nouvelle-Zélande. En amont de la conférence de Cancún de 2010 sur le climat, la Déclaration d'Ambo exhorte tous les pays à des engagements plus concrets en matière de lutte contre les causes et les effets du changement climatique,,.
En septembre 2011, Tong accueille le secrétaire général des Nations unies, Ban Ki-moon, aux Kiribati. Deux semaines plus tard, Ban Ki-moon relaye les inquiétudes des Kiribatiens dans son discours d'ouverture au débat de la 66e session de l'Assemblée générale des Nations unies : « Des villageois [aux Kiribati] m’ont dit combien ils craignent les changements climatiques. La mer, dont le niveau monte, inonde leurs maisons. Un jour, ils seront peut-être purement et simplement emportés par les eaux. Une petite fille, prenant son courage à deux mains, m’a demandé : "Qu’allons-nous devenir ? Qu’est-ce que l’ONU peut faire pour nous ?" Aujourd’hui, je vous pose sa question, à vous qui dirigez le monde ».
En février 2012, Tong visite les Fidji pour y négocier avec le gouvernement fidjien l'achat de terres pouvant accueillir des émigrés kiribatiens. S'adressant aux Fidjiens sur la chaîne de télévision Fiji One, il explique que la migration de la population de son pays débutera avec un nombre restreint de travailleurs qualifiés, tandis que d'autres seront en cours d'obtention de qualifications eux aussi, afin de se rendre utiles au pays hôte. « Nous ne voulons pas que 100 000 Kiribatiens arrivent aux Fidji d'un seul coup. Ils doivent pouvoir trouver des emplois, non pas comme réfugiés mais comme immigrés avec des compétences à offrir, des personnes ayant une place dans la communauté »,.
Fin 2013, un comité international incluant l'ancien premier ministre australien Malcolm Fraser et un ancien archevêque catholique de Papouasie-Nouvelle-Guinée se met en place et fait campagne pour que le Président Tong obtienne le Prix Nobel de la paix. Le comité met en avant ses efforts en vue d'une prise de conscience mondiale des conséquences du changement climatique. En novembre 2014, le gouvernement fidjien appelle également à ce que le président Tong reçoive le Prix Nobel.
En 2015, Anote Tong reçoit le Prix Sunhak pour la Paix, pour ses efforts de sensibilisation au changement climatique et à l'élévation du niveau de la mer.